# Amanita pachyvolvata
Amanita pachyvolvata är en svampart som först beskrevs av Marcel Bon, och fick sitt nu gällande namn av Krieglst. 1984. Amanita pachyvolvata ingår i släktet flugsvampar och familjen Amanitaceae.  Artens status i Sverige är: Ej påträffad. Inga underarter finns listade i Catalogue of Life.